# Katzenbach (Salzbach)
Der Katzenbach ist ein gut einen Kilometer langer Bach auf dem Gebiet der Ortsgemeinde Lemberg im rheinland-pfälzischen Landkreis Südwestpfalz. Er ist ein südlicher und rechter Zufluss des Salzbachs im Südwestlichen Pfälzerwald.

## Geographie

### Verlauf
Der Katzenbach entspringt auf einer Höhe von ungefähr 287 m ü. NHN in einem Mischwald nördlich des  456,1 m hohen Großen Stephansbergs und nordöstlich des  388,6 m hohen Buchbacher Ecks aus der gleichnamigen Quelle.
Der Bach fließt, begleitet von einem Waldweg, in leichten Bögen zwischen dem 363,4 m hohen Spitzeck im Westen und der 405,6 m hohen Platte im Osten in nördlicher Richtung durch das enge und bewaldete Katzenbachtal. Gut 800 Meter bachabwärts wendet er seine Laufrichtung nach Nordosten und wird gleich danach in der Flur Am Weiher zu einem kleinen Weiher gestaut.
Er läuft dann an einem zweiten Weiher vorbei und mündet schließlich auf einer Höhe von etwa 247 m ü. NHN etwa 400 Meter südöstlich des  Lemberger Ortsbezirks Langmühle  in einer feuchten Hochstaudenflur von rechts in einem spitzen Winkel in den aus dem Westsüdwesten kommenden dort auch Buchbach genannten mittleren Salzbach. Knapp 400 m bachaufwärts mündet auf der anderen Seite der Rothenfelser Salzbach.
Der 1,166 km lange Lauf des Katzenbachs endet ungefähr 40 Höhenmeter unterhalb seiner Quelle, er hat somit ein mittleres Sohlgefälle von etwa 37 ‰.

### Einzugsgebiet
Das 1,166 km² große Einzugsgebiet des Katzenbachs liegt im Südwestlichen Pfälzerwald und wird durch ihn über den Salzbach, die Lauter und den Rhein zur Nordsee entwässert.
Es grenzt
- im Osten und Süden an das Einzugsgebiet des Storrbachs, der in den Salzbach mündet;
- im Westen an das des Kleinen Salzbachs, der ebenfalls in den Salzbach mündet und
- ansonsten an das des Salzbachs direkt.

Das gesamte Einzugsgebiet ist fast vollständig bewaldet. Die höchste Erhebung ist ein Nebengipfel des Großen Stephansbergs mit einer Höhe von 414,9 m ü. NHN im Südosten des Einzugsgebiets.